# Армия нового образца
Армия нового образца (англ. New Model Army) — вооруженные силы круглоголовых, созданные в 1644 году в ходе английской Гражданской войны по инициативе Оливера Кромвеля на основе «железнобоких». Численность армии достигала 21,5 тысяч солдат и офицеров, объединённых в 23 полка (12 полков пехоты, 1 полк драгун, 10 полков кавалерии). В Армии нового образца царила жёсткая дисциплина и культивировался высокий религиозный (протестантский) дух. Одним из главных средств воспитания парламентской армии считалось изучение солдатами Священного писания. Некоторое время внутри армии существовали противоречия между левеллерами и грандами.

## История создания
Идея организации Армии нового образца вытекала из недовольства многих членов Парламента ходом первого периода гражданской войны. Несмотря на то, что войска Парламента имели численное превосходство над роялистами, это преимущество сводилось на нет низкой дисциплиной, обусловленной принципами набора рекрутов. Солдаты, завербованные в тех или иных графствах собственными землевладельцами, неохотно сражались вдали от родных земель. К тому же, отряды возглавлялись представителями знати, и некоторые офицеры (особенно из числа пресвитериан) подозревались в неблагонадёжности и тайных симпатиях к Карлу I.
19 ноября 1644 года депутаты от графств так называемого «Восточного союза» (англ. Eastern Association), на которых лежало главное бремя по финансовому обеспечению войск, объявили в Парламенте о невозможности дальнейшего финансирования войны. Парламент в ответ на это поручил провести своего рода «инвентаризацию» армии. 9 декабря в Палате общин был вынесен на голосование «Акт о самоотречении» (англ. Self-denying Ordinance), согласно которому все члены Палаты лордов и Палаты общин должны были отказаться от командных постов в армии. Единственное исключение было сделано для Оливера Кромвеля, который, сохранив пост командующего кавалерией при главнокомандующем Томасе Ферфаксе, провёл реорганизацию вооружённых сил Парламента, слив три иррегулярные армии в одну регулярную под началом Ферфакса.
Последующее сражение при Нейзби (14 июня 1645 года), в котором круглоголовые одержали победу над кавалерами (впрочем, вдвое уступавшими им в числе), укрепило авторитет Кромвеля и его идеи по реформированию армии.